# پیت تاون (نیو ساوت ولز)
پیت تاون (به انگلیسی: Pitt Town) یک حومه شهر در استرالیا است که در نیو ساوت ولز واقع شده‌است.